# Davide Moscardelli
Davide Moscardelli (* 3. Februar 1980 in Mons, Belgien) ist ein ehemaliger italienischer Fußballspieler.

## Karriere
Moscardellis Profikarriere begann bei der ASD Maccarese Calcio, für die er in vier Jahren in 101 Spielen 19 Tore erzielte. Nach zwei weiteren Amateurjahren bei der AC Guidonia und der AC Sangiovannese 1927 wechselte er zur US Triestina. Dort spielte er in der Serie B, der zweithöchsten italienischen Liga. Im August 2005 schloss sich Moscardelli dem FC Rimini an, bei dem er zwei weitere Jahre verbrachte und sich als Stammspieler etablierte. Bei der AC Cesena fand er sich nicht zurecht, obwohl er in der Saison 2007/08 40 von 42 Ligaspielen absolvierte, und wechselte 2008 zu Piacenza Calcio. Für Piacenza erzielte der Stürmer in 77 Spielen 22 Tore. 
Im Sommer 2010 wechselte er in die Serie A zu Chievo Verona und etablierte sich in der höchsten italienischen Spielklasse. Schon bei seinem Debüt in der Serie A im August 2010 erzielte Moscardelli sein erstes Tor. Im weiteren Saisonverlauf traf er unter anderem gegen die Topklubs Inter Mailand und SSC Neapel. Im Juli 2011 verlängerte er seinen Vertrag bei Chievo bis 2013.
Zur Rückrunde 2012/13 schloss er sich nach einer für ihn enttäuschenden Hinrunde dem FC Bologna an, etablierte sich dort unter Trainer Stefano Pioli jedoch nicht als Stammspieler. Am 1. August 2014 wechselte Moscardelli zur US Lecce, 2016 zur US Arezzo und 2018 zur AC Pisa. Mit letztgenanntem Verein stieg er im Sommer 2019 in die Serie B auf. Ebenfalls 2019 wurde Moscardelli durch ein Video auf der Plattform YouTube auch über Italien hinaus bekannt und im Internet unter anderem mit Cristiano Ronaldo und Zlatan Ibrahimović verglichen. Nach der Saison 2019/20 beendete er seine aktive Karriere.